# Cornelius Gobelius (1611–1654)

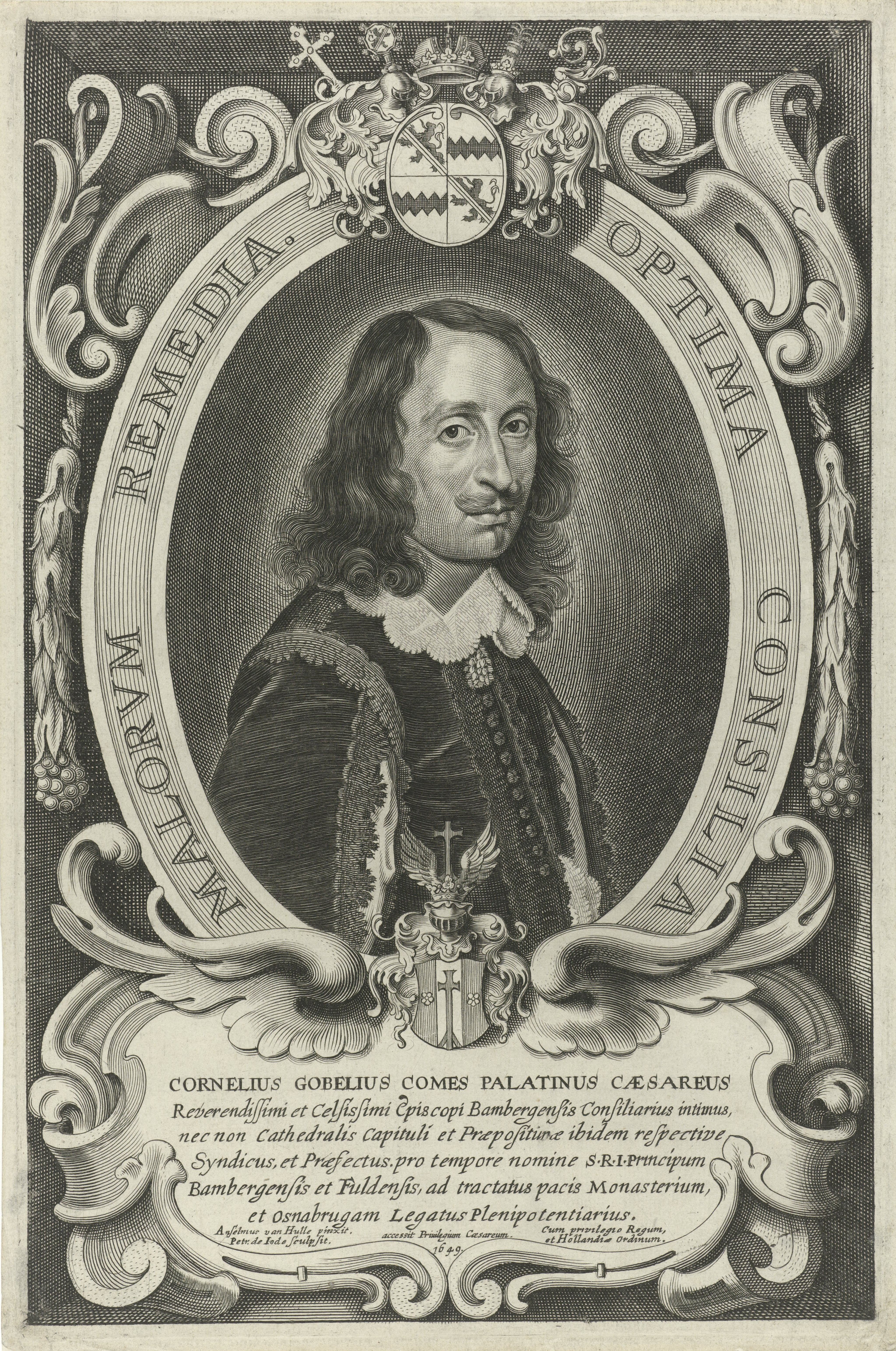
Cornelius Gobelius, Kupferstich aus Theatrum Europäum, 1649

Cornelius Gobelius (eigentlich Cornelius Göbel) (* 1611 in Trier; † 1654 in Bamberg) war Kaiserlicher Hofpfalzgraf und Geheimrat des Fürstbischofs von Bamberg. Er war Syndikus des Domkapitels und Verwalter der Dompropstei des Bistums Bamberg. Darüber hinaus nahm Gobelius als Gesandter des Bischofs von Bamberg und des Abtes von Fulda an den Friedensverhandlungen von Osnabrück teil.

## Früheres Leben und Karriere
Gobelius war seit 1638 Syndikus des Bamberger Domkapitels und Propsteiverwalter. 1641 erhielt er von Ferdinand III. das große Palatinat und nannte sich Herr von Weilersbach.

## Als Gesandter bei der Konferenz des Westfälischen Friedens
Seit 1645 war Gobelius zunächst als Gesandter des Fränkischen Reichskreises auf dem Westfälischen Friedenskongress, sodann, nach Zulassung sämtlicher Reichsstände durch den Kaiser (Ende August 1645), tätig. Gobelius vertrat den Bischof von Bamberg, Melchior Otto Voit von Salzburg, und den Abt von Fulda, Joachim von Gravenegg, als Gesandter bei den Konferenzen des Westfälischen Friedens. Zusätzlich war er 1649 bis 1650 Teilnehmer des Nürnberger Exekutionstages.